# Représentations diplomatiques de la Biélorussie

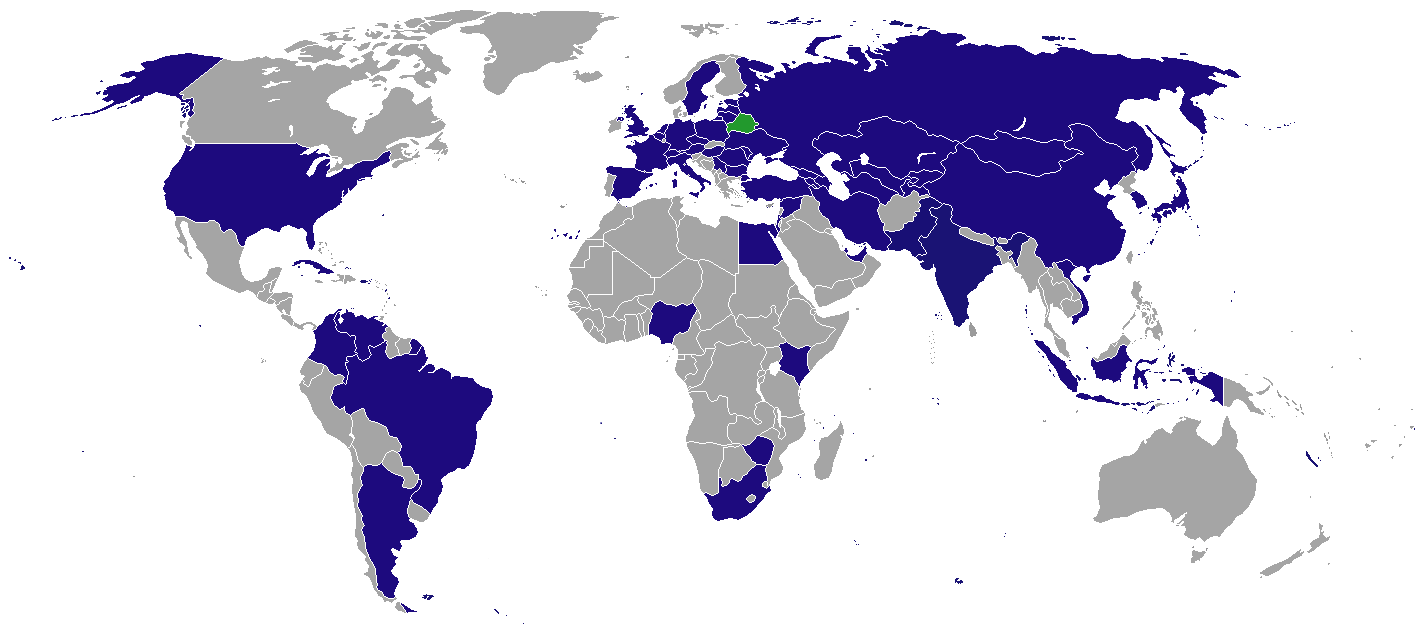
Représentations diplomatiques de la Biélorussie.

Ceci est une liste des représentations diplomatiques de la Biélorussie. La Biélorussie a été la nation la plus désireuse de l'ex-URSS à s'intégrer plus étroitement et à renouer avec les anciens États soviétiques, et cela se reflète dans l'emplacement de ses représentations. 

## Afrique
- Afrique du Sud
  - Pretoria (ambassade)
- Égypte
  - Le Caire (ambassade)
- Guinée équatoriale
  - Malabo (ambassade)
- Kenya
  - Nairobi (ambassade)
- Nigeria
  - Abuja (ambassade)
- Zimbabwe
  - Harare (ambassade)

## Amérique
- Argentine
  - Buenos Aires (ambassade)
- Brésil
  - Brasilia (ambassade)
  - Rio de Janeiro (consulat général)
- Colombie
  - Bogotá (ambassade)
- Cuba
  - La Havane (ambassade)
- États-Unis
  - Washington (ambassade)
  - New York (consulat général)
- Venezuela
  - Caracas (ambassade)

## Asie
- Arménie
  - Erevan (ambassade)
- Azerbaïdjan
  - Bakou (ambassade)
- Chine
  - Pékin (ambassade)
  - Canton (consulat général)
  - Shanghai (consulat général)
- Corée du Sud
  - Séoul (ambassade)
- Émirats arabes unis
  - Abou Dabi (ambassade)
  - Dubaï (consulat général)
- Géorgie
  - Tbilissi (ambassade)
- Inde
  - New Delhi (ambassade)
- Indonésie
  - Jakarta (ambassade)
- Iran
  - Téhéran (ambassade)
- Israël
  - Tel Aviv-Jaffa (ambassade)
- Japon
  - Tokyo (ambassade)
- Kazakhstan
  - Noursoultan (ambassade)
- Kirghizistan
  - Bichkek (ambassade)
- Mongolie
  - Oulan-Bator (ambassade)
- Ouzbékistan
  - Tachkent (ambassade)
- Pakistan
  - Islamabad (ambassade)
- Qatar
  - Doha (ambassade)
- Tadjikistan
  - Douchanbé (ambassade)
- Turkménistan
  - Achgabat (ambassade)
- Turquie
  - Ankara (ambassade)
  - Istanbul (consulat général)
- Vietnam
  - Hanoï (ambassade)

## Europe
- Allemagne
  - Berlin (ambassade (en))
  - Munich (consulat général)
- Autriche
  - Vienne (ambassade (en))
- Belgique
  - Bruxelles (ambassade)
- Bulgarie
  - Sofia (ambassade)
- Espagne
  - Madrid (ambassade)
- Estonie
  - Tallinn (ambassade)
- Finlande
  - Helsinki (ambassade)
- France
  - Paris (ambassade)
- Hongrie
  - Budapest (ambassade)
- Italie
  - Rome (ambassade)
- Lettonie
  - Riga (ambassade)
  - Daugavpils (consulat général)
- Lituanie
  - Vilnius (ambassade)
- Moldavie
  - Chișinău (ambassade)
- Pays-Bas
  - La Haye (ambassade)
- Pologne
  - Varsovie (ambassade)
  - Białystok (consulat général)
  - Biała Podlaska (consulat)
- République tchèque
  - Prague (ambassade)
- Roumanie
  - Bucarest (ambassade)
- Royaume-Uni
  - Londres (ambassade (en))
- Russie
  - Moscou (ambassade (en))
- Serbie
  - Belgrade (ambassade)
- Suède
  - Stockholm (ambassade)
- Suisse
  - Berne (ambassade)
- Ukraine
  - Kiev (ambassade (en))

## Organisations internationales
- Bruxelles (mission permanente de l'Union européenne et de l'OTAN)
- Genève (mission permanente auprès des Nations unies et d'autres organismes internationaux)
- New York (mission permanente auprès des Nations unies)
- Paris (mission permanente auprès de l'UNESCO)
- Strasbourg (mission permanente auprès de l'Union européenne)
- Vienne (mission permanente auprès de l'Organisation pour la sécurité et la coopération en Europe)

## Galerie

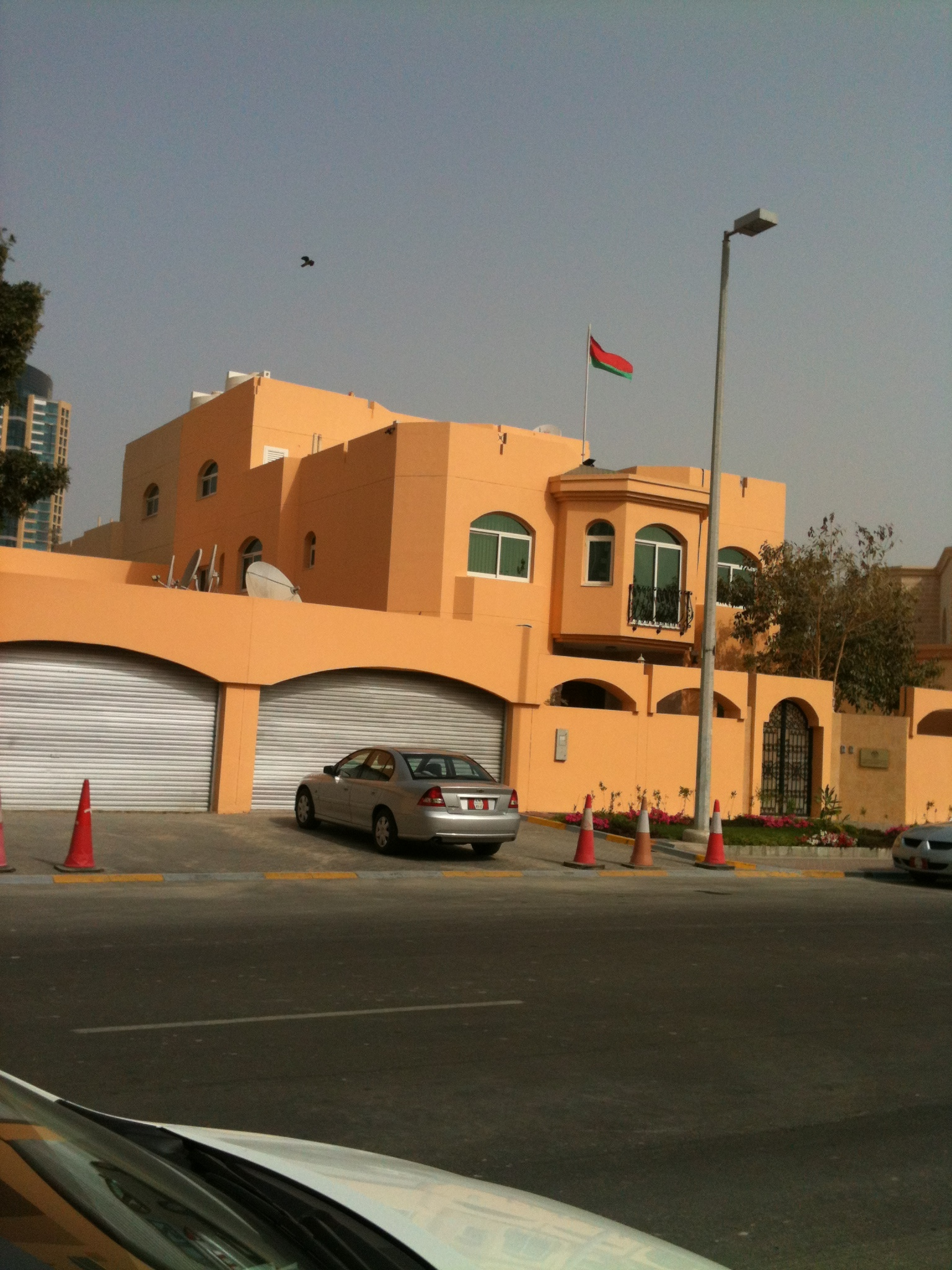
Ambassade à Abou Dabi.
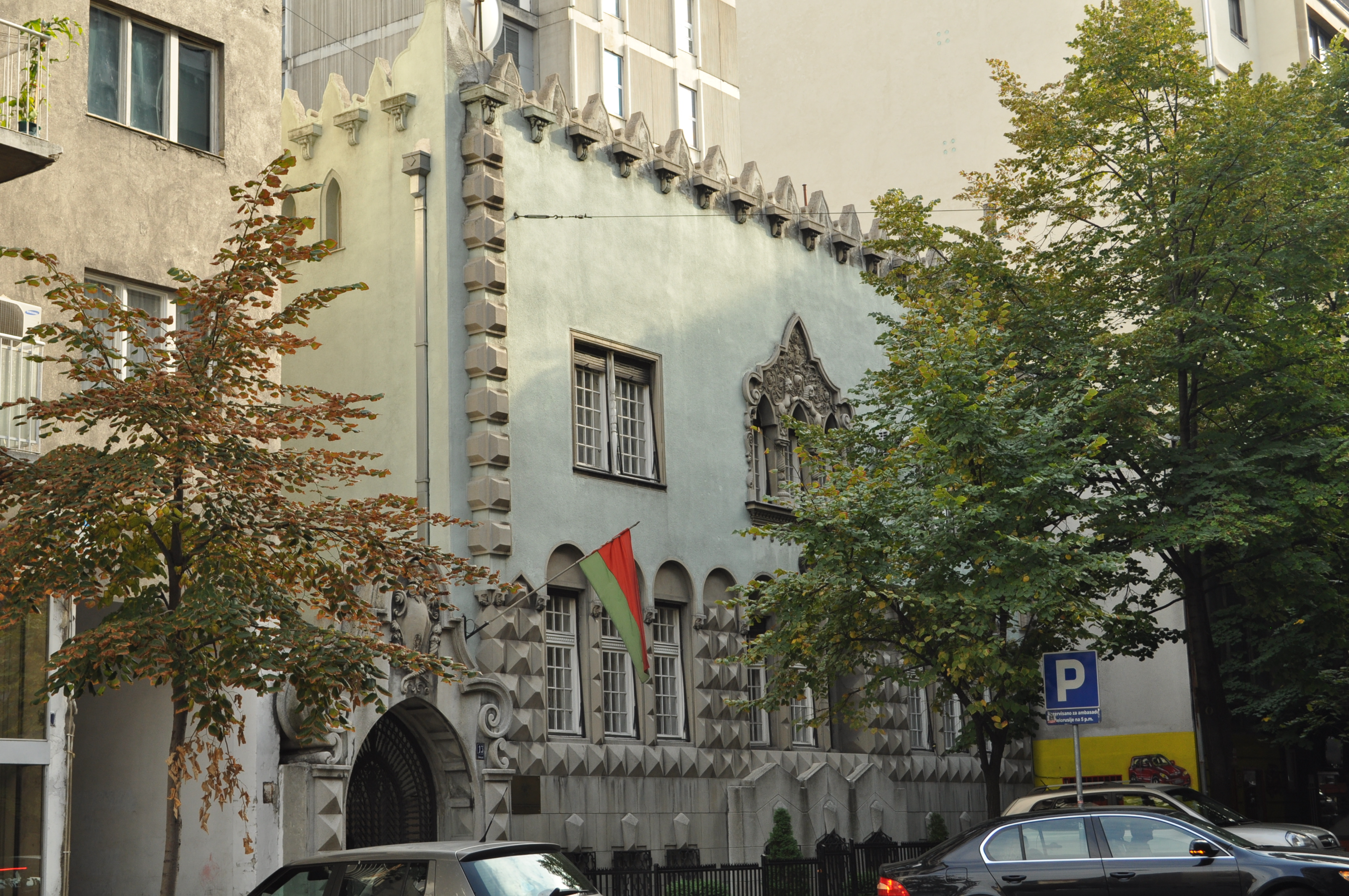
Ambassade à Belgrade.
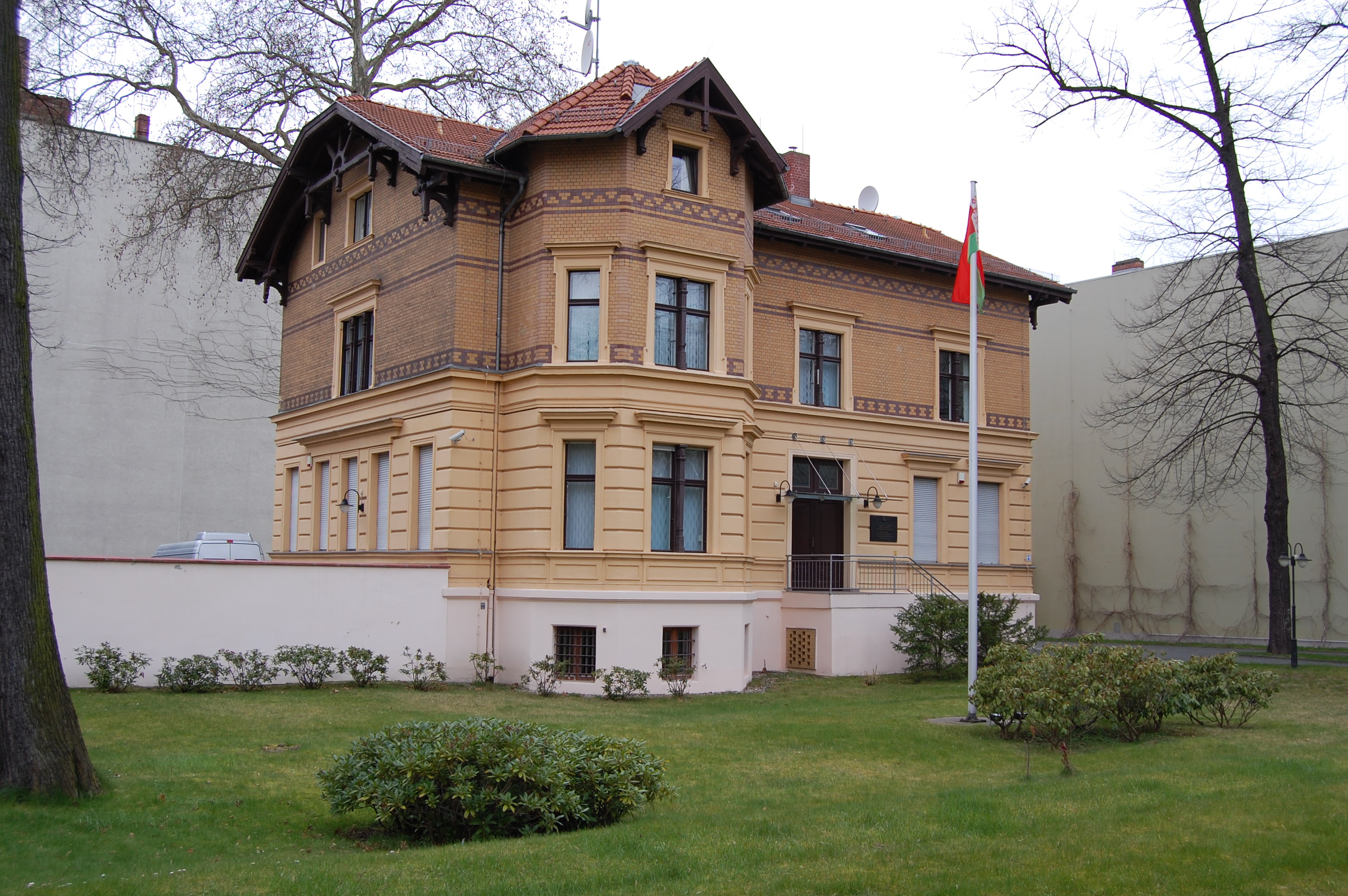
Ambassade à Berlin.
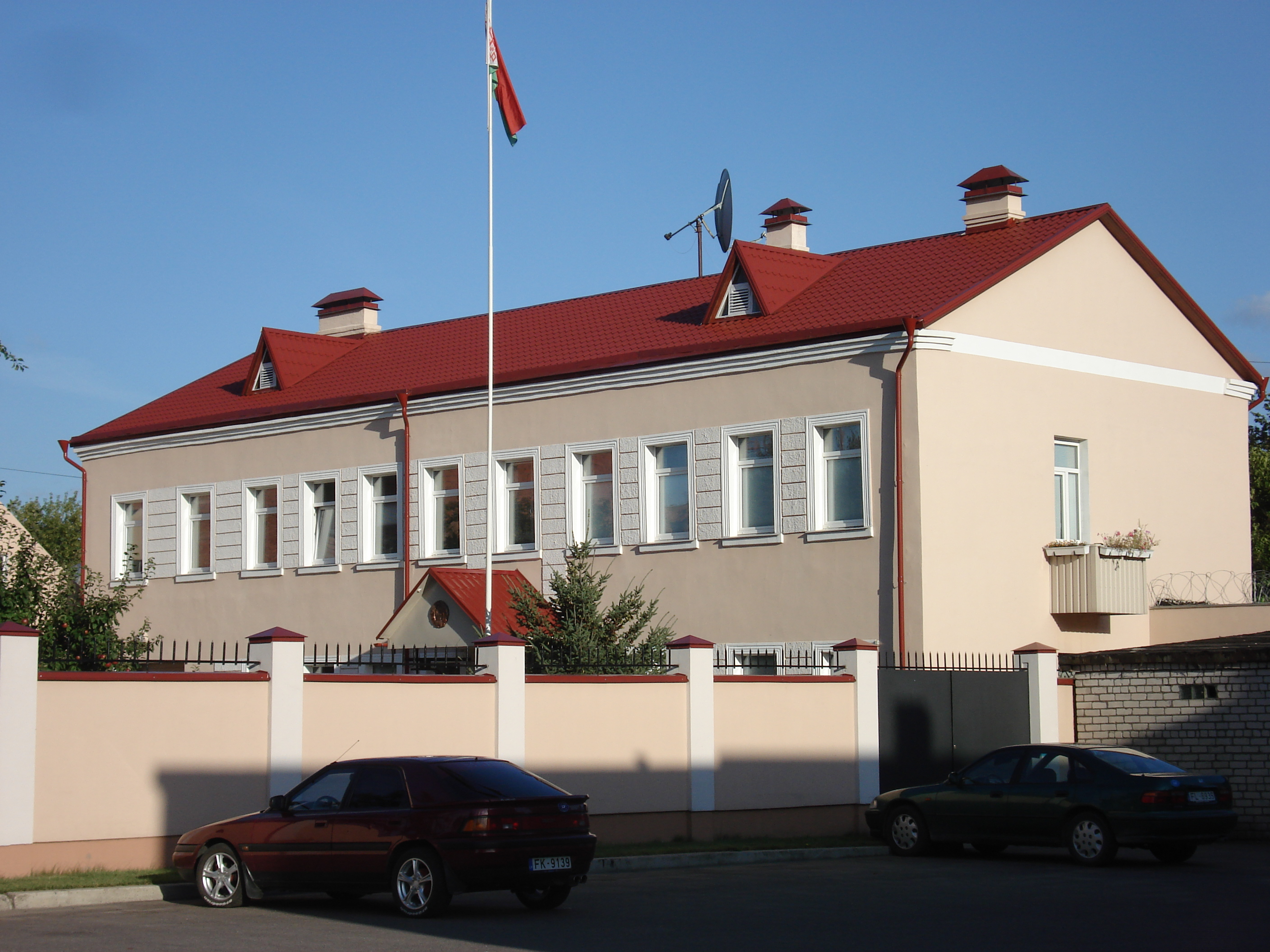
Consulat général à Daugavpils.
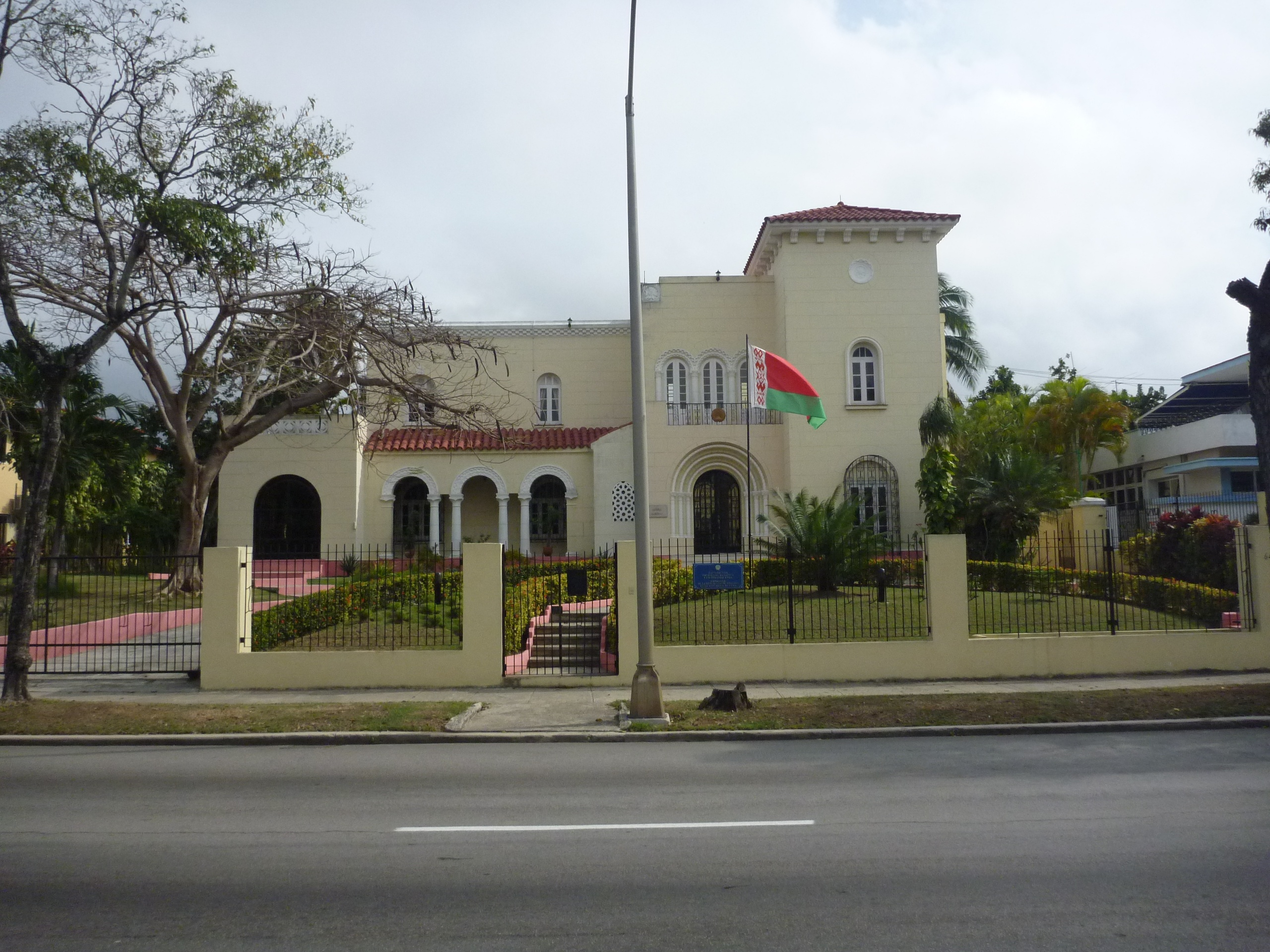
Ambassade à La Havane.
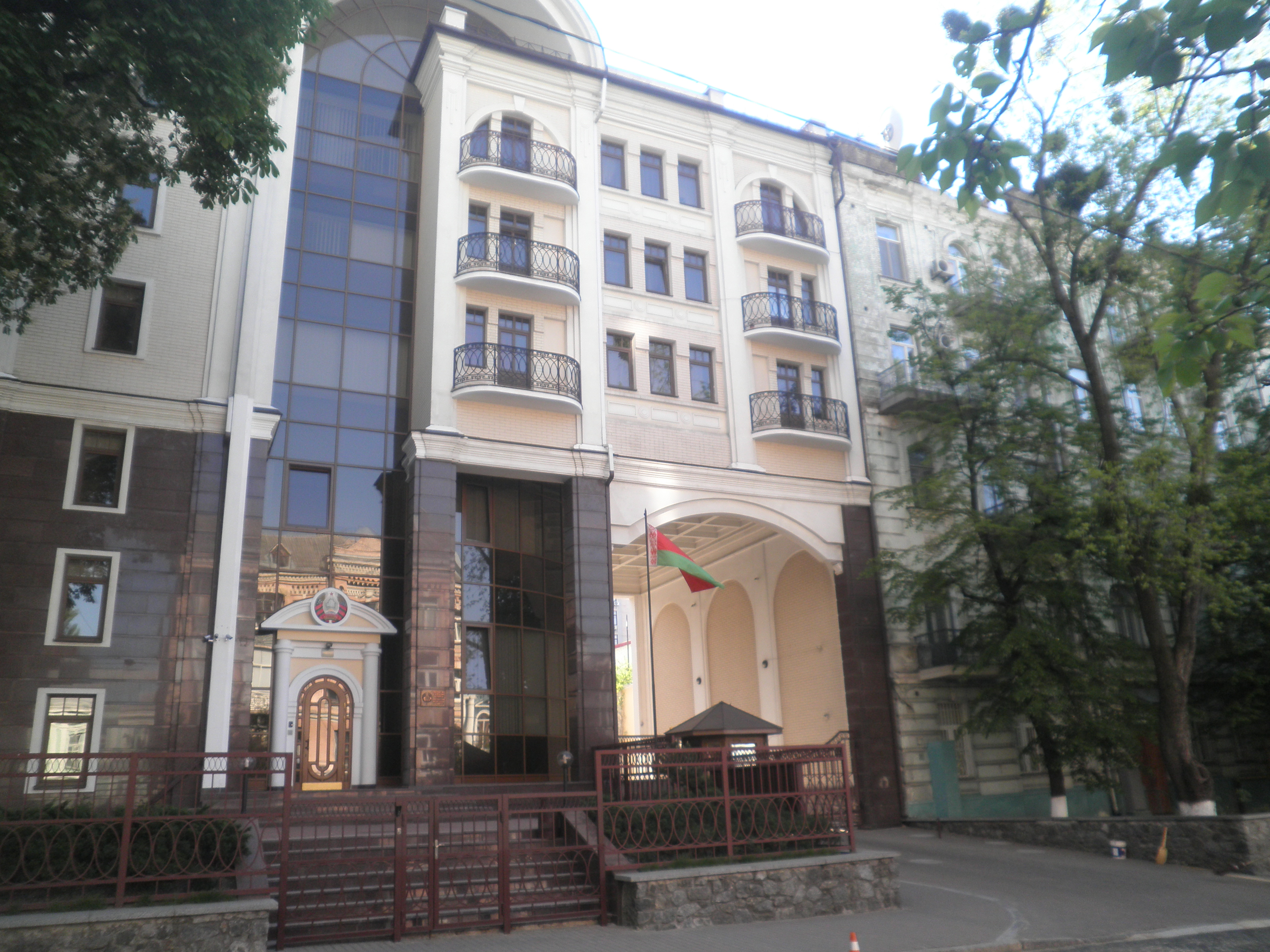
Ambassade à Kiev.
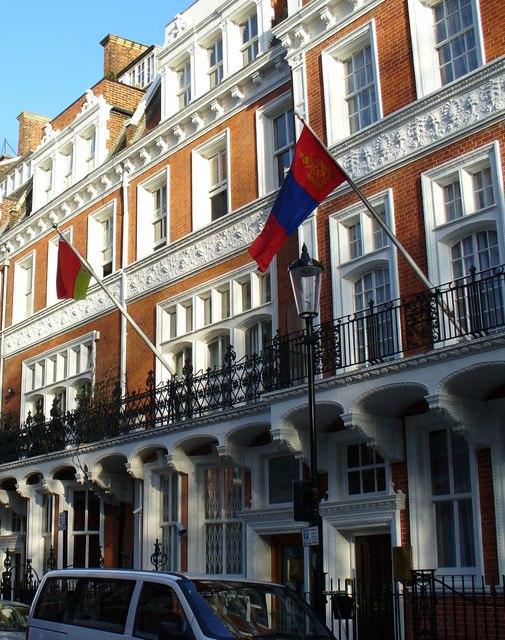
Ambassade à Londres.
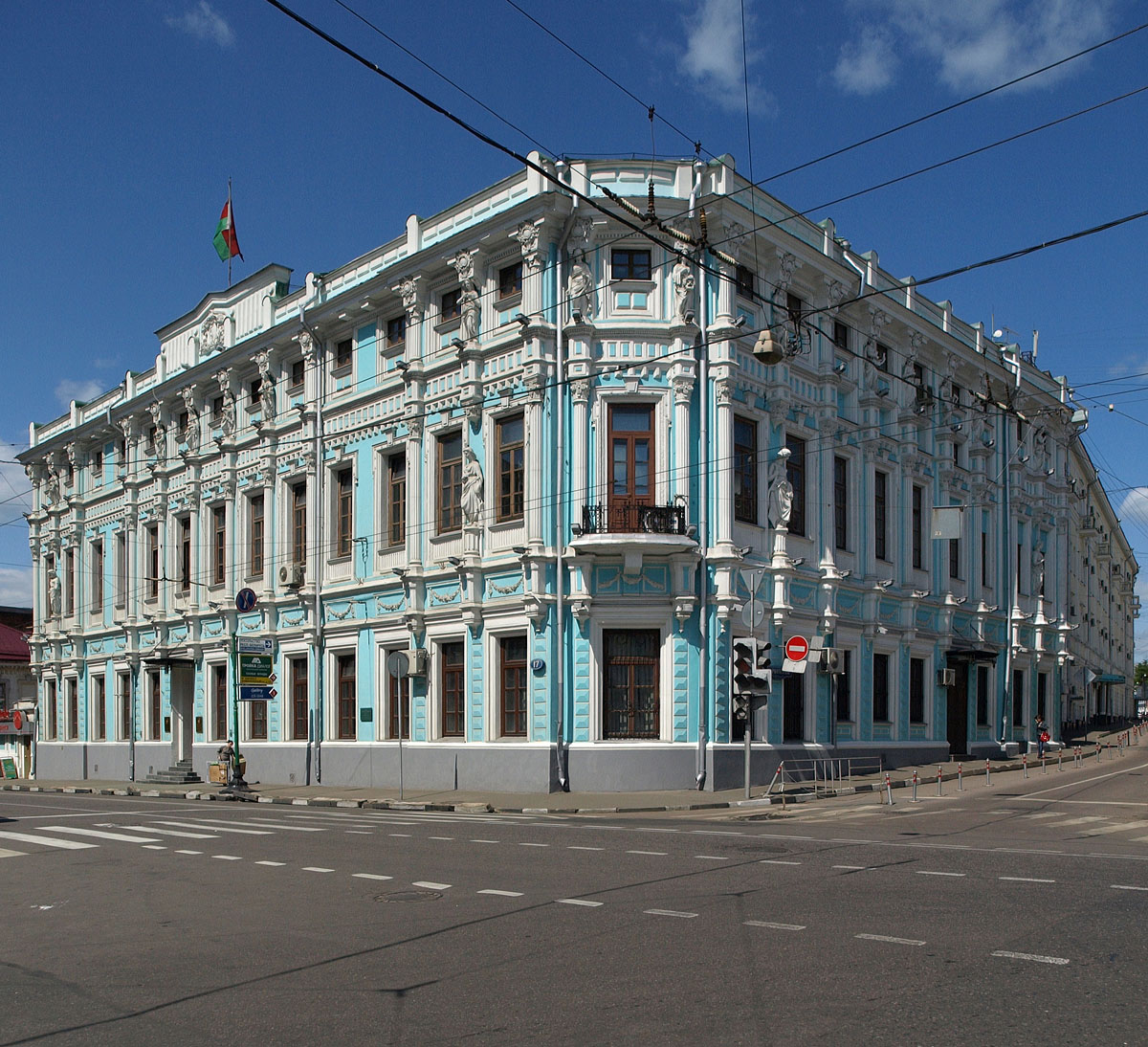
Ambassade à Moscou.
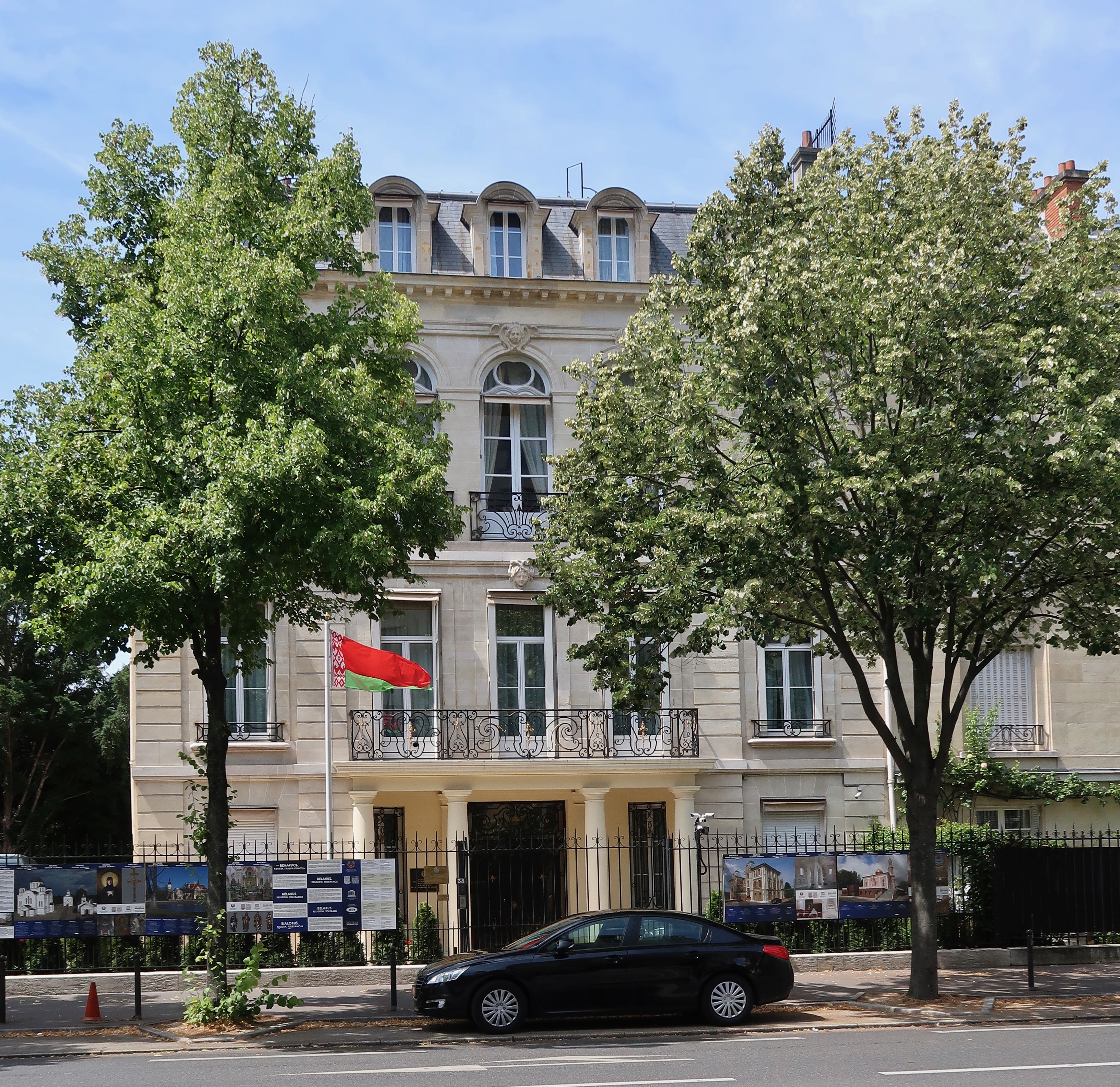
Ambassade à Paris.
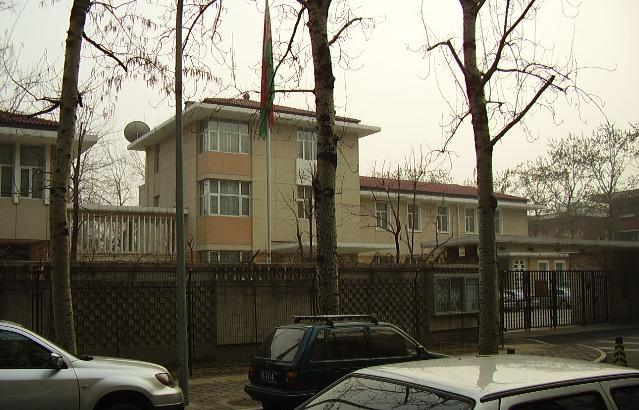
Ambassade à Pékin.
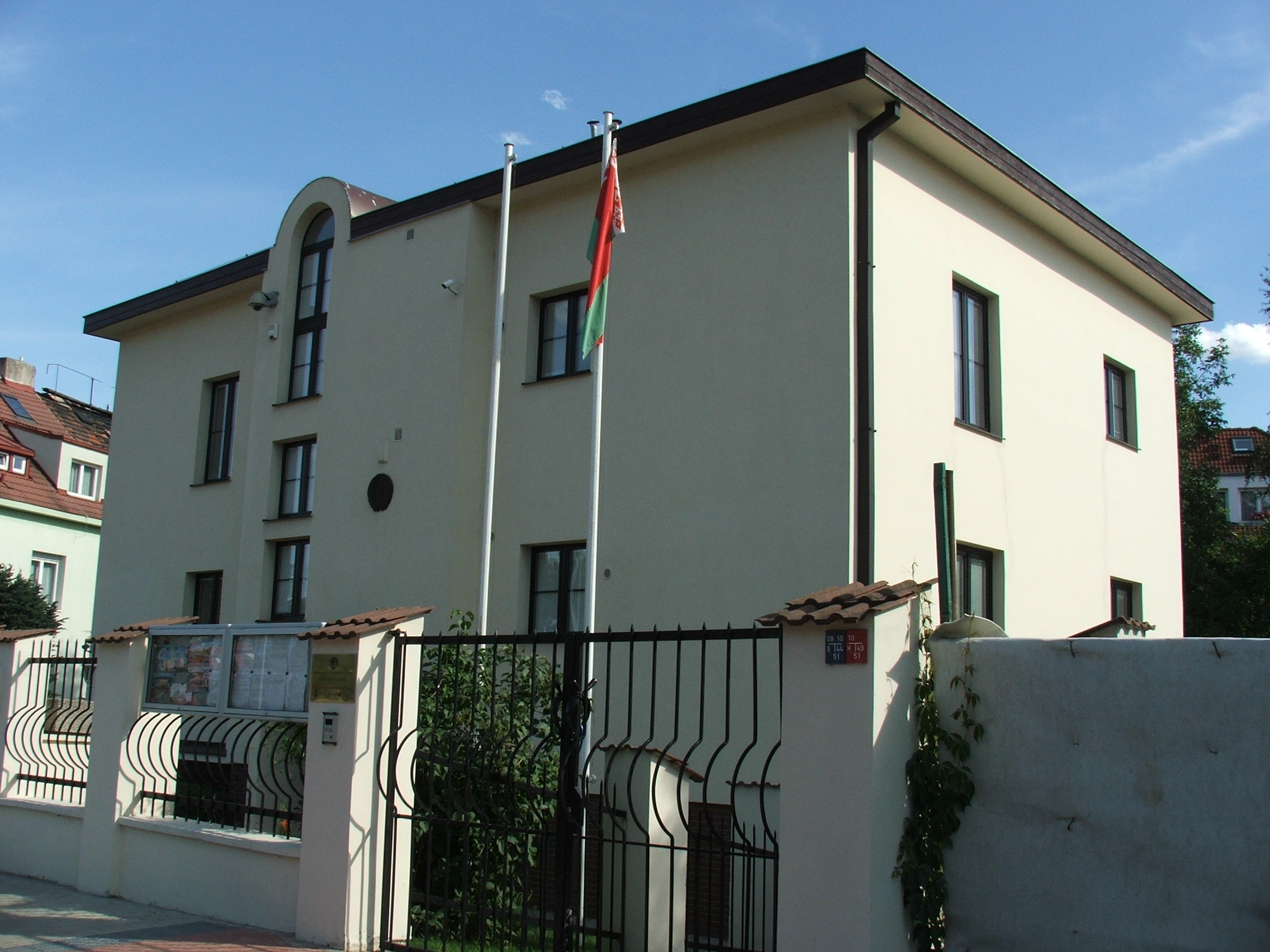
Ambassade à Prague.
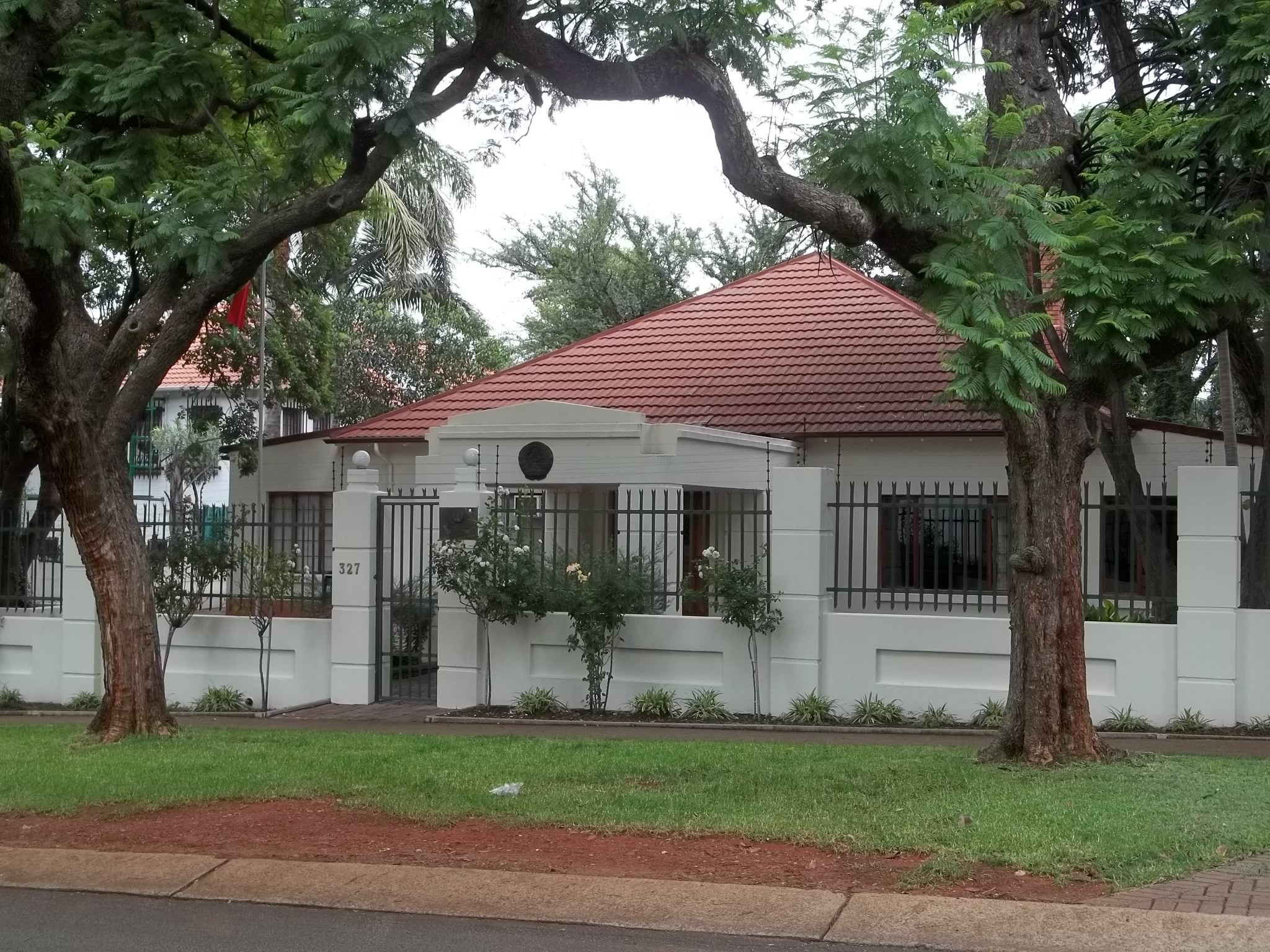
Ambassade à Pretoria.
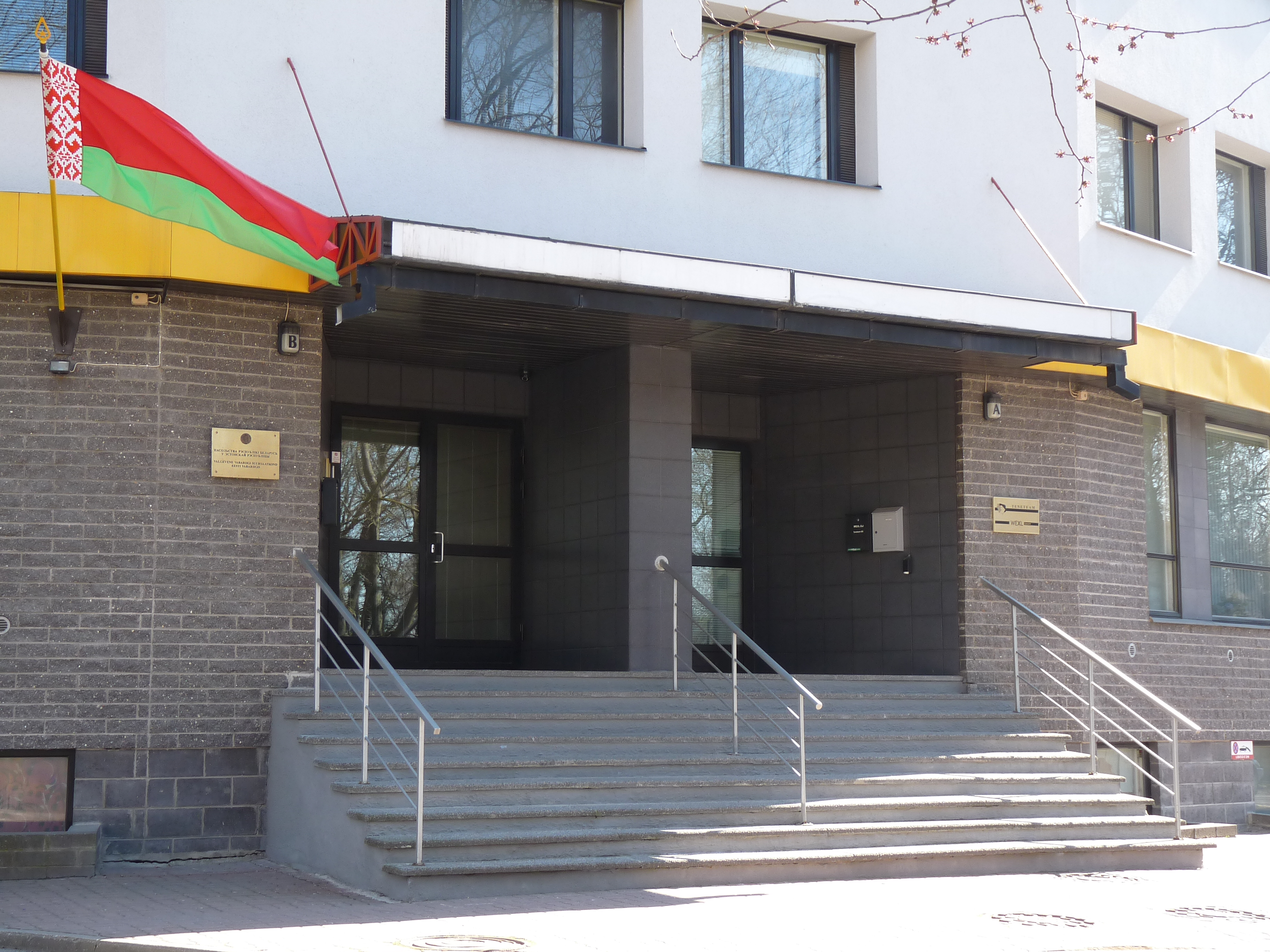
Ambassade à Tallin.
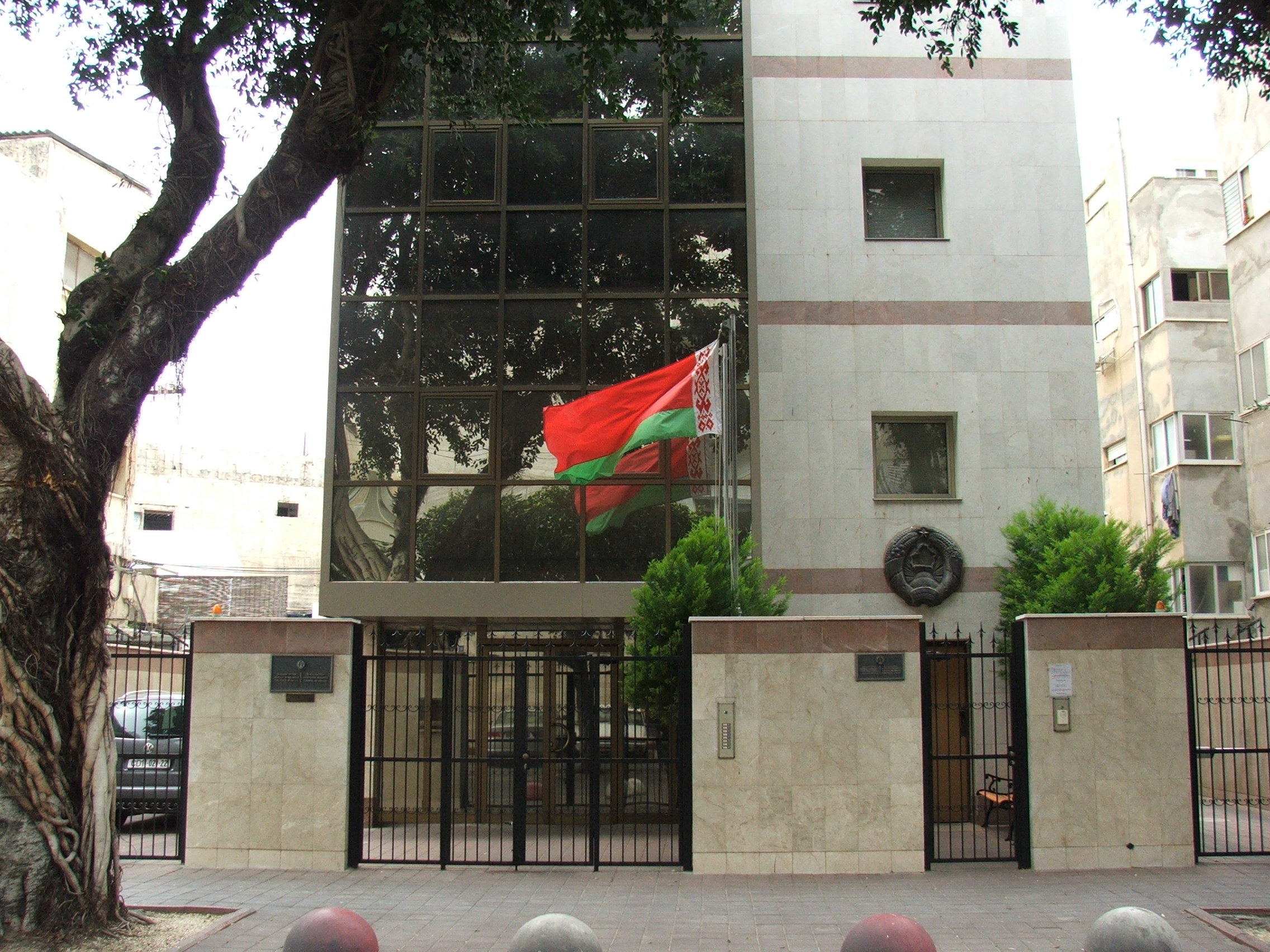
Ambassade à Tel Aviv.
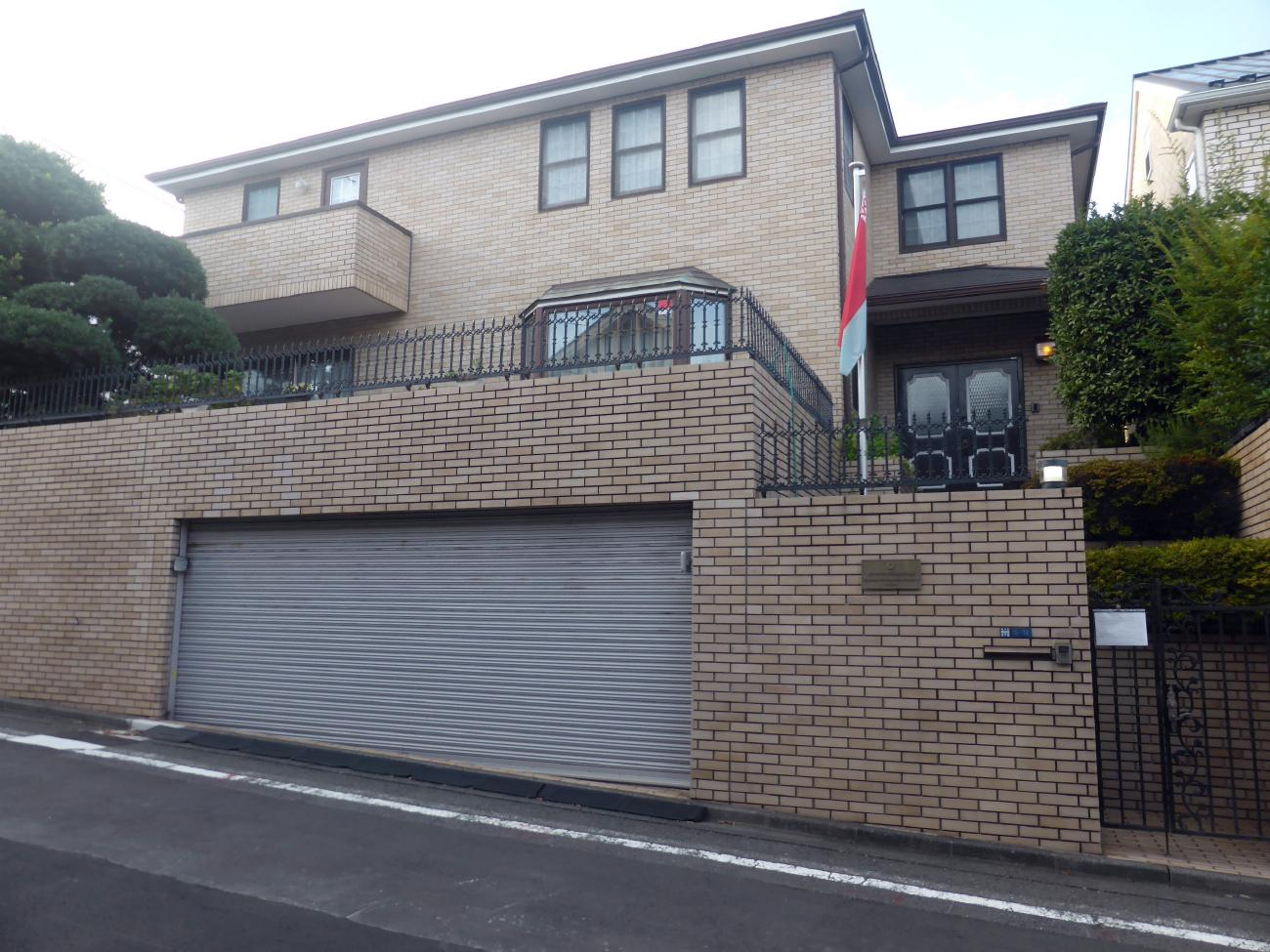
Ambassade à Tokyo.
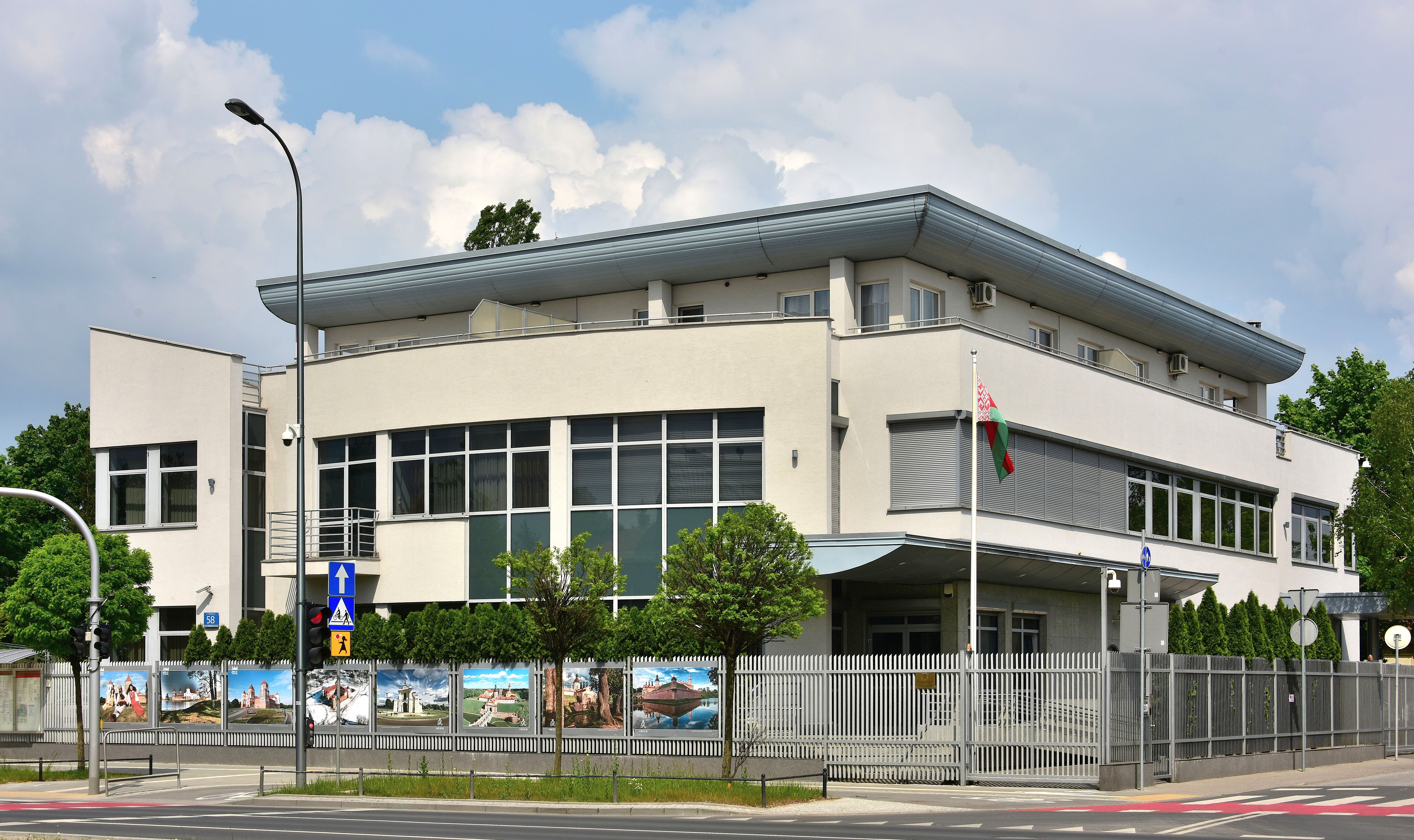
Ambassade à Varsovie.
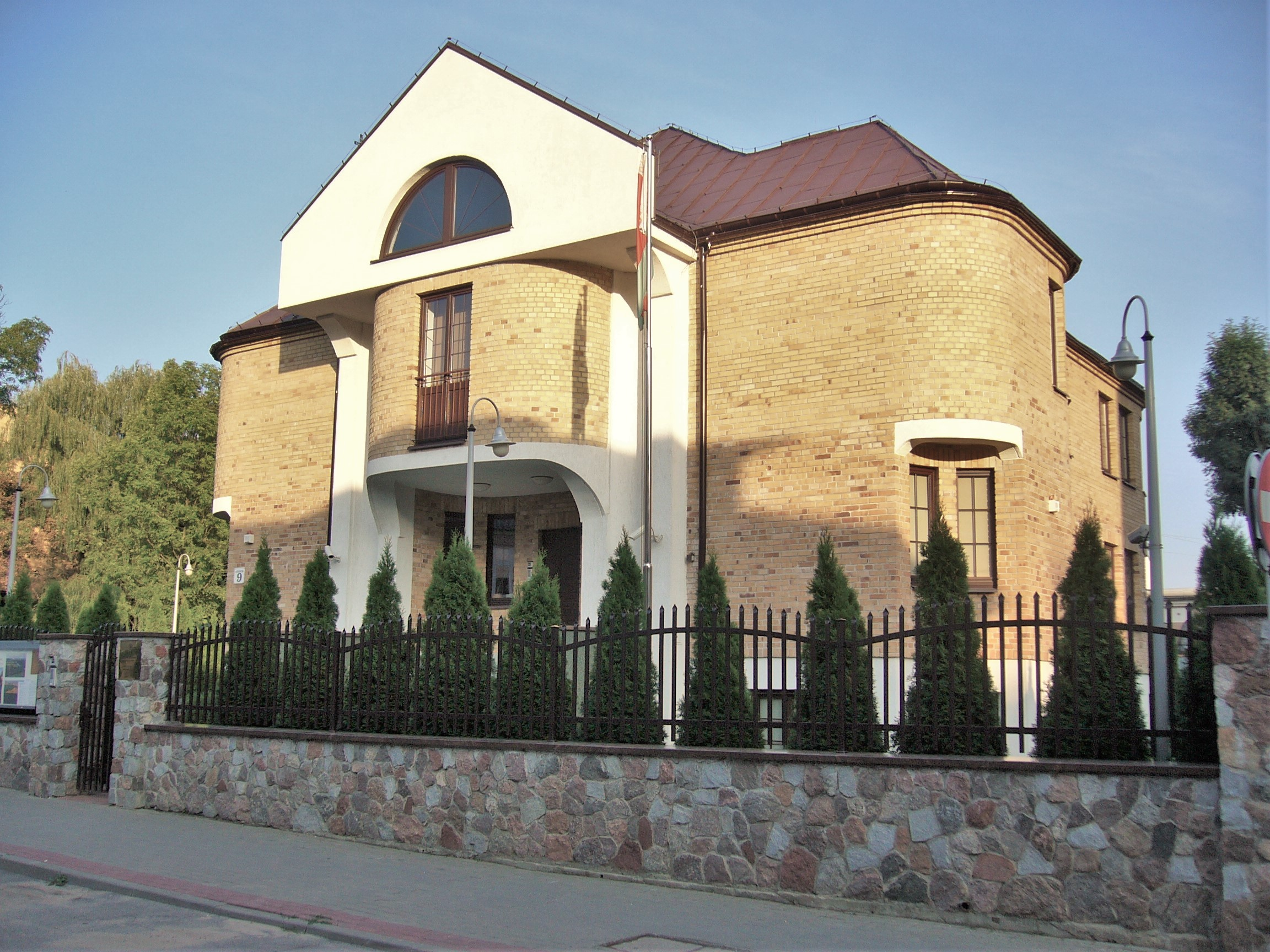
Ambassade à Białystok.
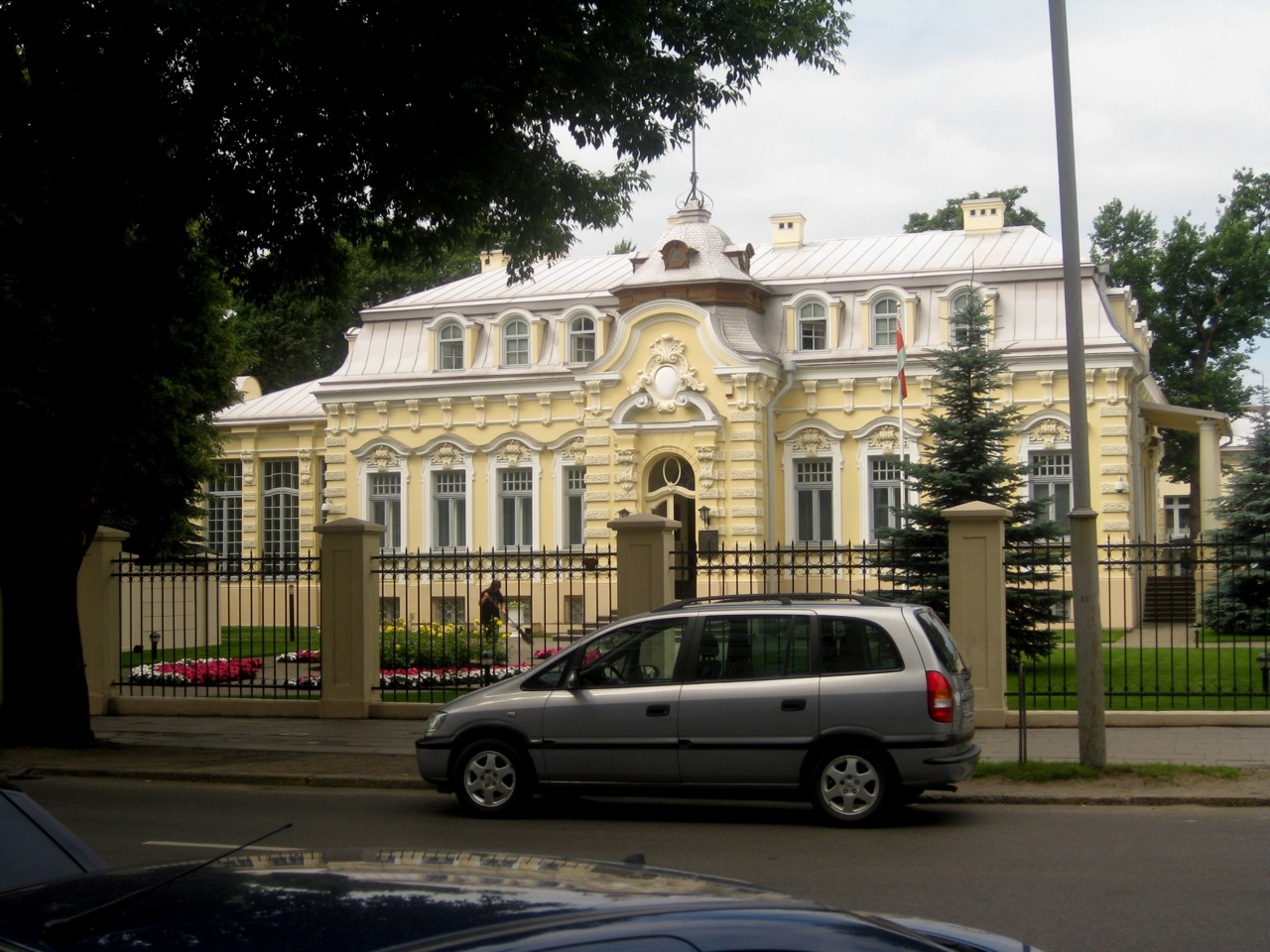
Ambassade à Vilnius.
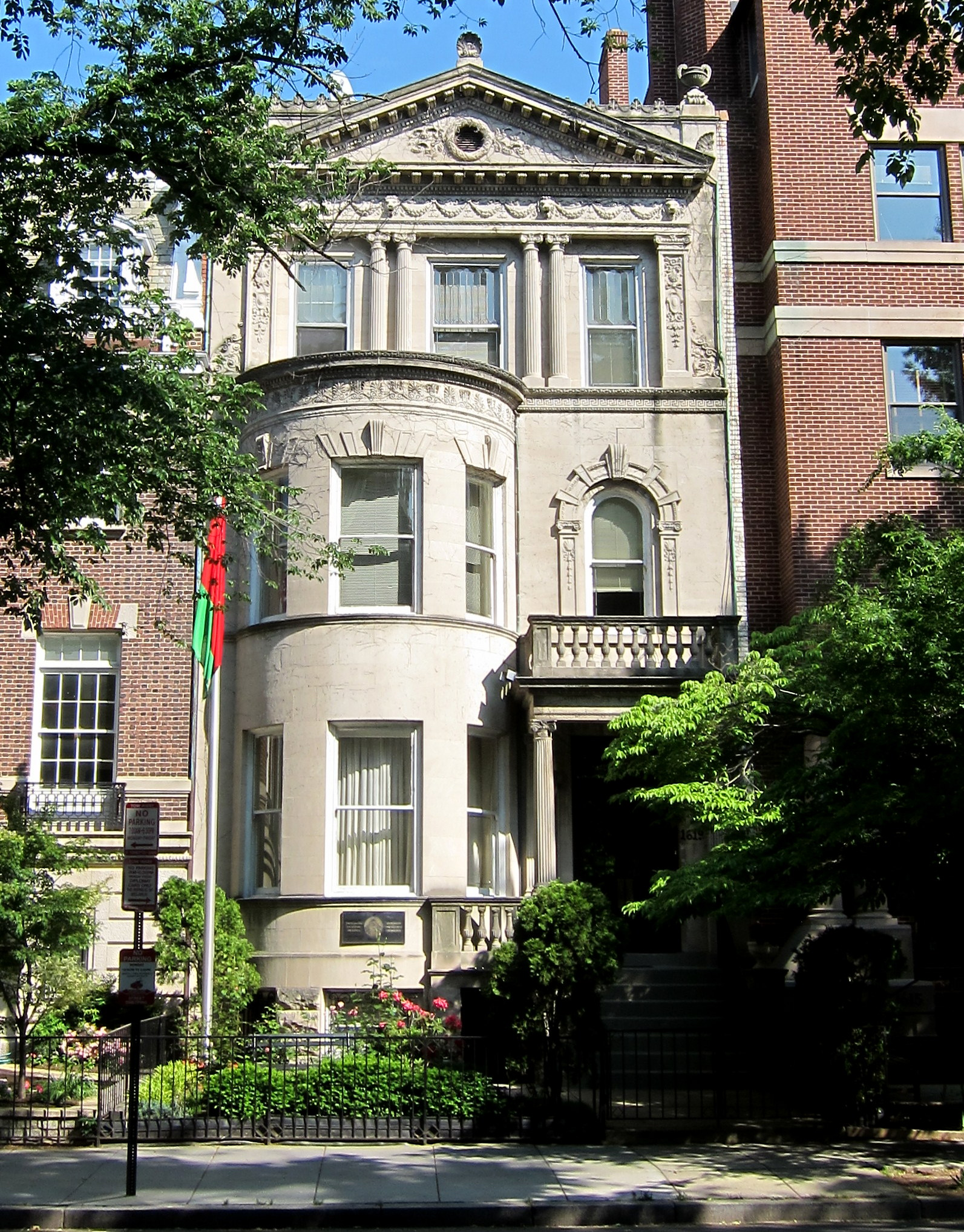
Ambassade à Washington.
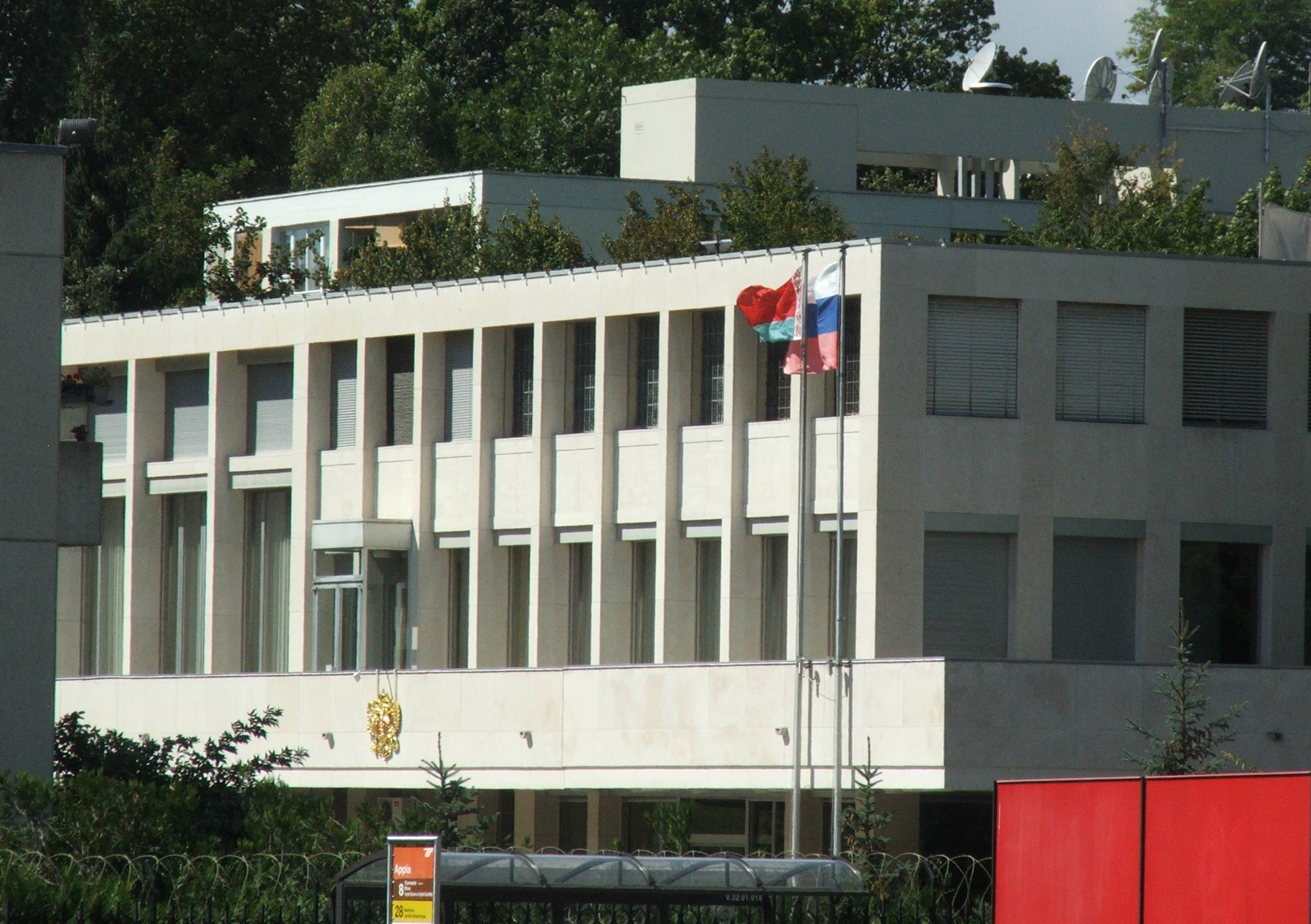
Mission permanente auprès de l'ONU à Genève.
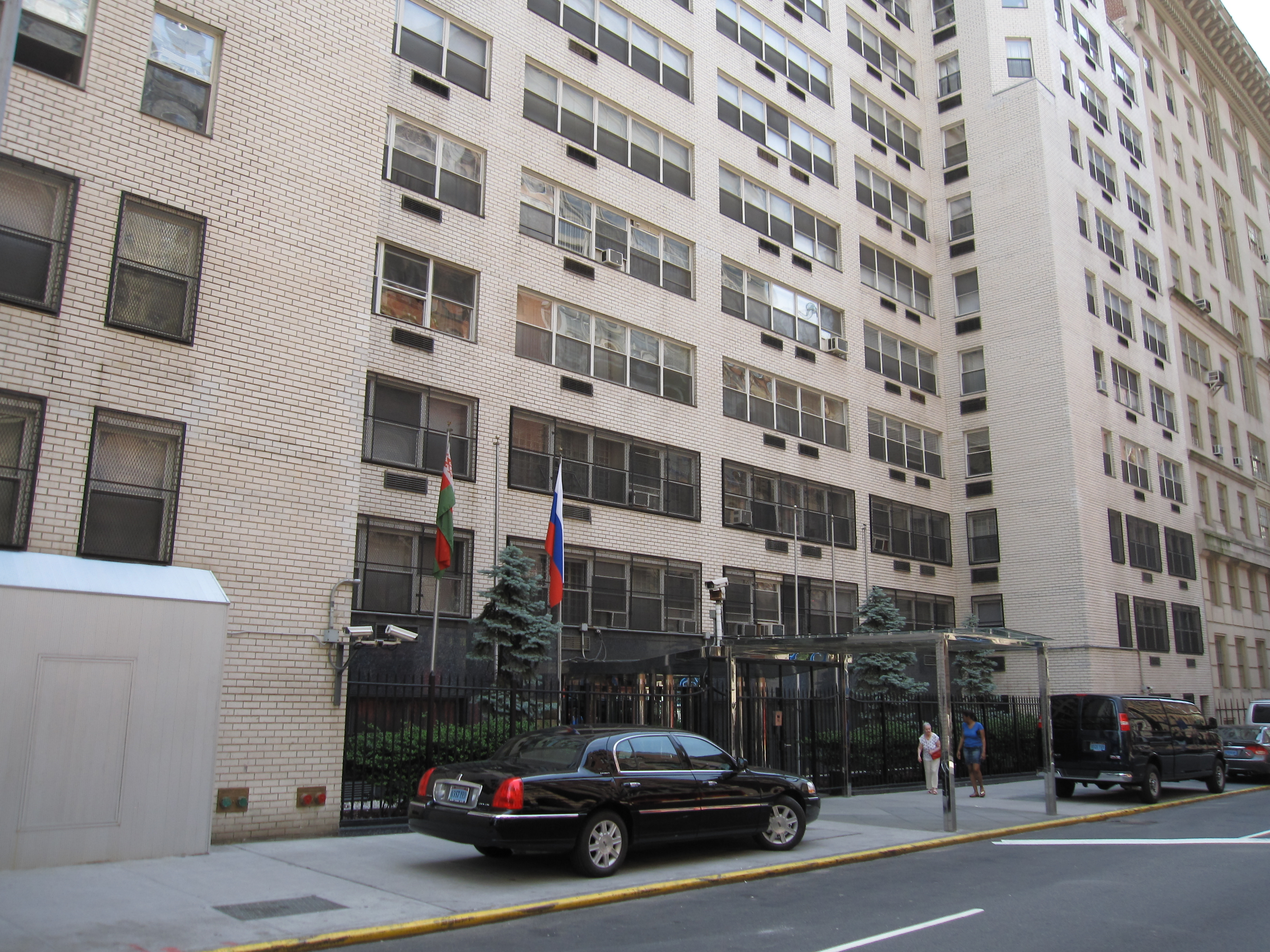
Mission permanente auprès de l'ONU à New York.